# Fiorde de Roskilde
O fiorde de Roskilde é um braço extenso do fiorde de Ise, que banha a cidade de Roskilde, na Dinamarca.
É conhecido sobretudo pelas importantes descobertas relacionadas com a era viquingue reveladas pelo seu interior. Uma parte destas descobertas encontra-se em exposição no Museu de barcos viquingues de Roskilde (Vikingeskibsmuseet), que se situa junto ao fiorde, albergando antigos barcos viquingues descobertos no seu leito (barcos de Skuldelev).
As seguintes povoações situam-se perto do fiorde de Roskilde: Jægerspris, Roskilde, Jyllinge, Frederikssund, Skibby, Kirke Hyllinge e Frederiksværk.